# Echinodorus cordifolius
Echinodorus cordifolius, el cucharero (nombre común de otras especies), es una especie de la familia de la papa de agua (Alismataceae), dentro del orden Alismatales en Liliopsida. El nombre del género Echinodorus se deriva del griego “echinos” (puerco espín) y “doros” (bolsa o botella), haciendo referencia a los aquenios espinosos, la especie, E. cordifolius, hace referencia a la forma de corazón de las hojas.

## Clasificación y descripción
Planta perteneciente a la familia Alismataceae. Planta acuática, arraigada, emergente; herbácea de hasta 60 cm de altura, rizoma corto y horizontal glabras, hojas emergentes de hasta 15 cm de largo y 8 cm de ancho, peciolo cilíndrico, acostillado, lámina con entre 5 y 9 nervaduras; inflorescencia con raquis triangular no alado, brácteas de la inflorescencia concoloras, flores con pétalos de 8 a 10.5 mm de largo y 7.5 mm de ancho, estambres 22, frutos con 3 a 4 glándulas, pico estilar de 1 a 1.3 mm de longitud.

## Distribución
Su distribución ocurre de México hasta Sudamérica; en México se ha registrado en los estados de Campeche, Tamaulipas y Veracruz.

## Ambiente
Habita zonas inundables de temporal o permanentes y en las orillas delos cuerpos de agua, se ha registrado desde el nivel del mar hasta los 500 m s. n. m.

## Estado de conservación
En México se cataloga bajo “Amenazada” en la NOM-059-SEMARNAT-2010; No se encuentran datos en la Lista Roja de especies amenazadas.